# Mordella dilaticornis
Mordella dilaticornis es una especie de coleóptero de la familia Mordellidae.

## Distribución geográfica
Habita en Panamá.